# Journal Square
Journal Square es un distrito comercial, área residencial y centro de transporte en Jersey City, Nueva Jersey, que toma su nombre del periódico Jersey Journal, cuya sede estuvo ubicada allí desde 1911 hasta 2013. La "plaza" en sí está en la intersección del Bulevar Kennedy y la Avenida Bergen. El área más amplia se extiende e incluye Bergen Square, McGinley Square, India Square, Five Corners y partes de Marion Section. Muchas agencias locales, estatales y federales que prestan servicios en el condado de Hudson mantienen oficinas en el distrito.

## Historia

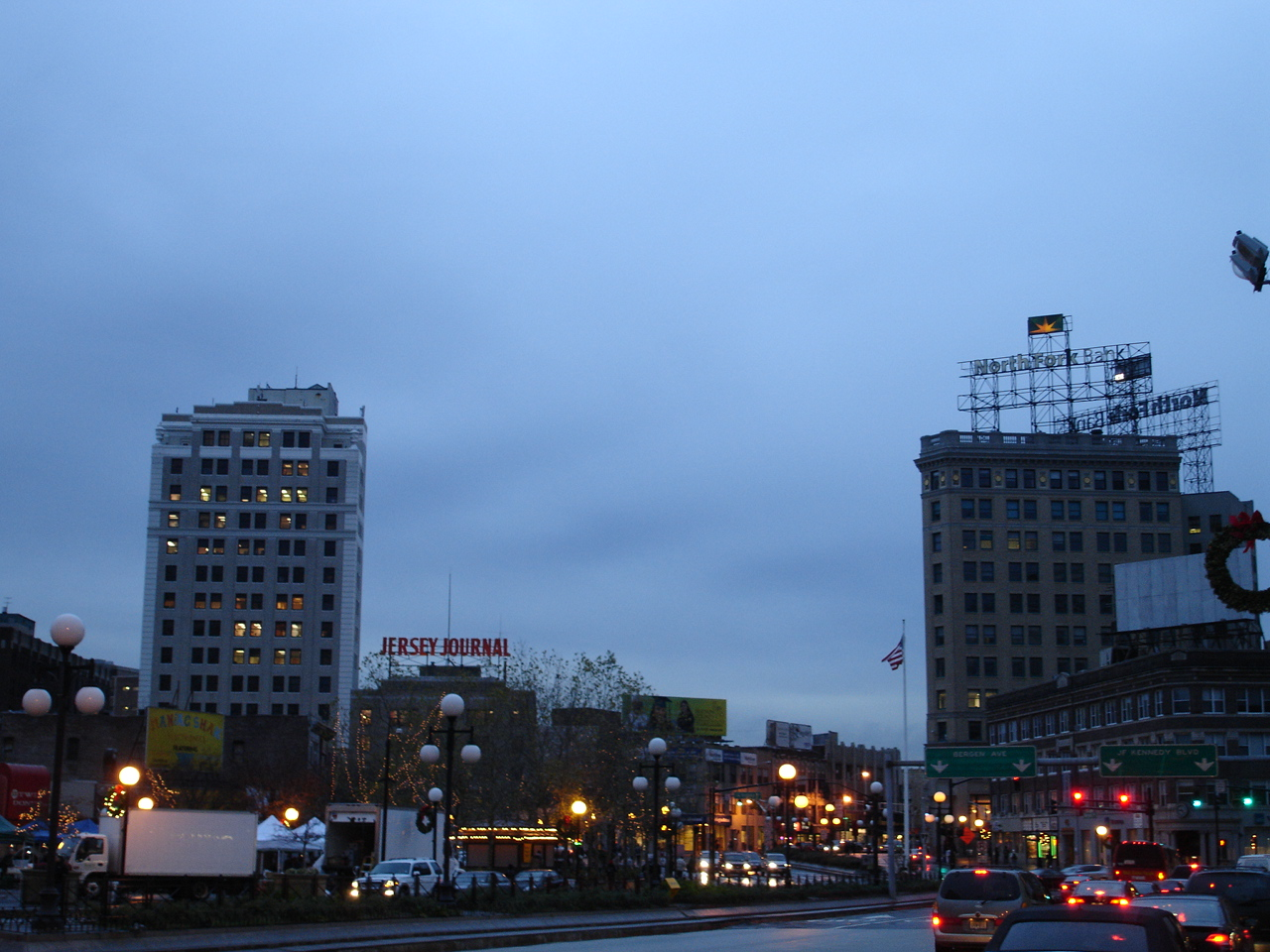
La Plaza fue nombrada por el Jersey Journal.

Antes de su desarrollo como distrito comercial, Journal Square fue el sitio de muchas granjas y casas solariegas pertenecientes a los descendientes de los colonos originales de Bergen, el primer municipio autorizado del estado establecido en 1660 y ubicado justo al sur en Bergen Square. Junto con la apertura en 1912 de la estación Hudson and Manhattan Railroad Summit Avenue, muchas fueron demolidas para dar paso a edificios modernos, incluido el 26 Journal Square y el edificio de Servicios Públicos que aún están en pie. La Casa Newkirk y la Casa Van Wagenen permanecen, mientras que Sip Manor, aún intacta, se trasladó a Westfield. La plaza se creó en 1923 cuando la ciudad condenó y demolió las oficinas del Jersey Journal, creando así una amplia intersección con el Bulevar Hudson, que a su vez se había ampliado en 1908. El periódico construyó una nueva sede y la nueva plaza fue nombrada en su honor.

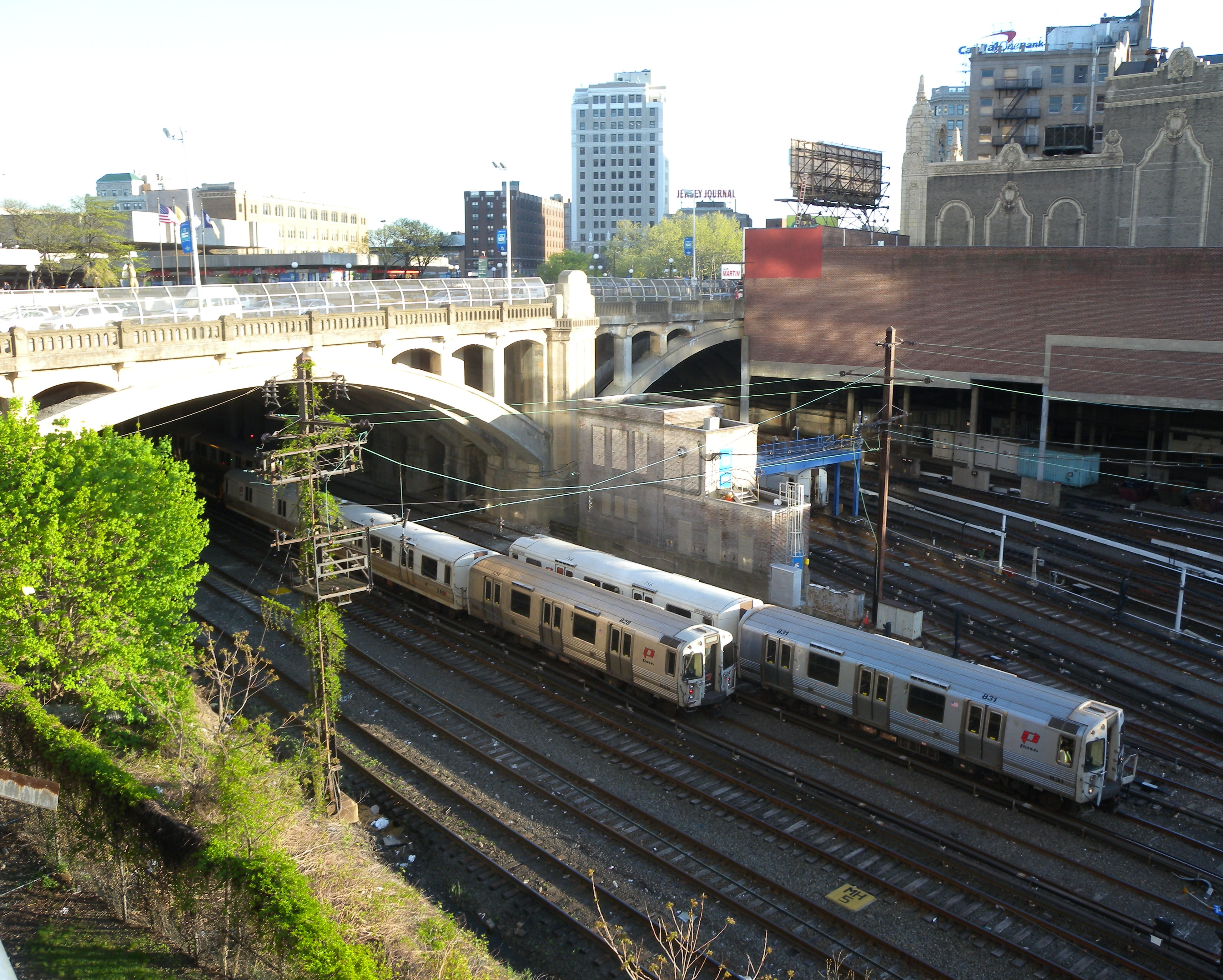
Puente del bulevar del condado de Hudson

El puente que lleva el bulevar fue diseñado por el ingeniero consultor Abraham Burton Cohen y se completó en 1926. Durante la mayor parte del siglo XX, Journal Square fue el centro de entretenimiento cultural del condado de Hudson, hogar de los palacios de cine construidos en la década de 1920: The State (1922, y desde entonces demolido), el Stanley Theatre (1928), y el Teatro Loew's Jersey (1929). Karen Angel, del New York Daily News, describió a Journal Square desde la década de 1920 hasta la de 1960 como una "joya de la corona, un brillante centro comercial, de entretenimiento y de transporte de la ciudad". El Jersey Bounce, una canción de éxito en la década de 1940, menciona Journal Square en su letra como el lugar donde comenzó. Dos días antes del día de las elecciones de 1960, John F. Kennedy pronunció su último discurso de campaña antes de regresar a Nueva Inglaterra en Journal Square. El Bulevar Hudson se llamó Bulevar Kennedy poco después de su asesinato. El Tube Bar, llamado así por Hudson Tubes (como se llamaba al precursor del sistema PATH) se hizo famoso gracias a que Louis "Red" Deutsch recibía llamadas de broma allí.

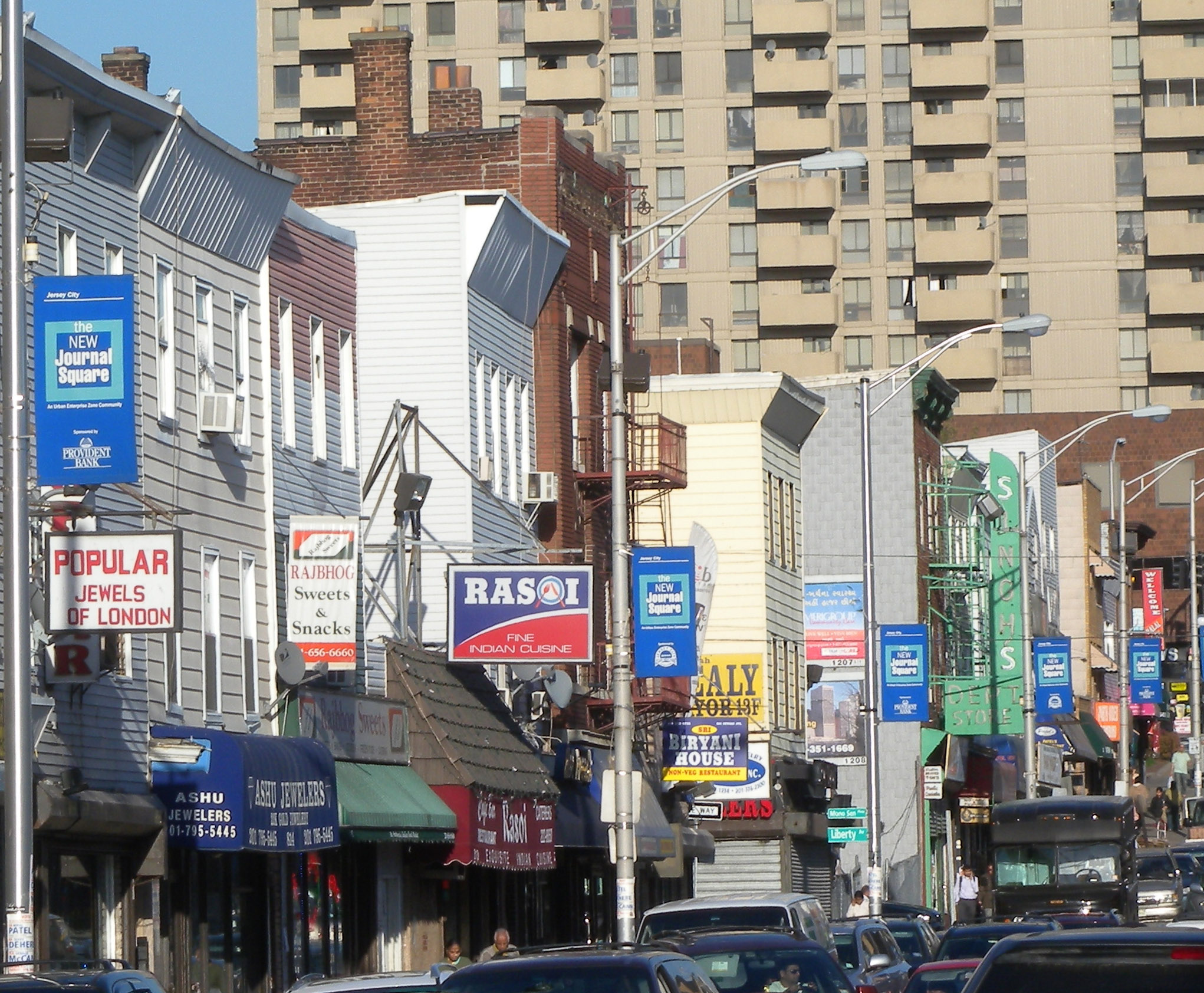
Plaza de la India en la avenida Newark

El Centro de Transporte de Journal Square, abierto entre 1973 y 1975, incluye el PATH de Journal Square y la estación de autobuses. y es sede de la PATH. Está construido sobre una estructura de puente elevado sobre Bergen Hill Cut, un corte de ferrocarril de 1834 que alguna vez fue utilizado por la línea principal de Ferrocarril de Pensilvania y Jersey City Branch y ahora por el sistema de tránsito rápido PATH y un tren de carga ocasional. Frente a la estación hay una estatua de Jackie Robinson, quien en 1946 cruzó la barrera racial del béisbol en el estadio Roosevelt.
Una estatua de Cristóbal Colón, obra del nativo de Jersey City Arquímedes Giacomontonio, se encuentra en la plaza desde 1950. Tanto el Stanley como el Loew's han sido restaurados: el primero ahora es un Salón de Asambleas de los Testigos de Jehová, y el segundo como sala de cine y para otros eventos culturales.
El campus de Hudson County Community College es una colección de edificios en todo el distrito alrededor de la plaza. Unas pocas cuadras al sur, cerca de McGinley Square, se encuentran la Universidad de Saint Peter, la Escuela Secundaria Regional Católica Hudson y la Armería de Jersey City. Se puede encontrar una concentración de tiendas operadas por filipinos en el extranjero e indios estadounidenses a lo largo de Newark Avenue y cerca de India Square al norte.
Al noreste de Journal Square se encuentra Five Corners, la sede del condado de Hudson. El Palacio de Justicia del Condado de Hudson, ubicado en 583 Newark Avenue y el Hudson County Administration Building adyacente, en 595 Newark Avenue, albergan los tribunales del condado y varias agencias y departamentos del condado. La sucursal de Five Corners de la Biblioteca Pública de Jersey City está ubicada en la misma intersección, mientras que la escuela secundaria William L. Dickinson está ubicada cerca en 2 Palisade Avenue.

## Edificios de gran altura

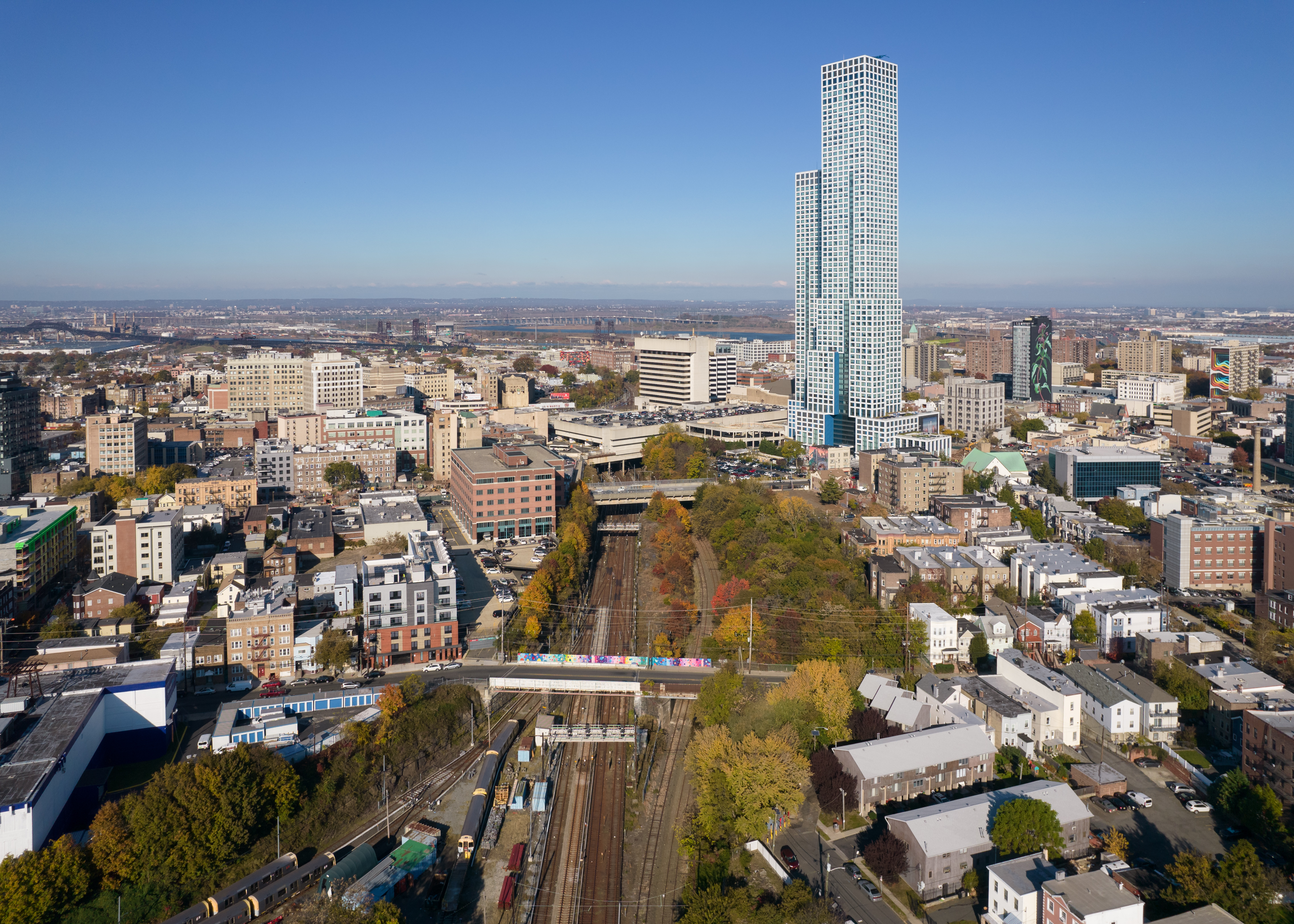
Vista aérea mirando al noroeste de Journal Square

Muchos de los edificios en Journal Square incluyen viviendas (como casas de piedra rojiza, edificios de apartamentos de antes de la guerra y casas de madera), tiendas de conveniencia, bodegas y franquicias de bajo nivel, a las que Jerremiah Healy, alcalde de Jersey City, se ha referido como " viejas y feas monstruosidades". La remodelación de Journal Square ha atraído el interés de planificadores urbanos, arquitectos, sociólogos y otros, muchos de los cuales ven su uso histórico, actual y futuro como un indicador importante de la comprensión contemporánea de cómo funcionan las ciudades.
Un desarrollo propuesto por Kushner Real Estate Group y National Real Estate Advisors, Journal Squared, está planificado como un complejo residencial de 3 torres de 213 676 m². La primera fase, una torre de 53 pisos, se inauguró a principios de 2017. Se encuentra directamente adyacente a la estación PATH de Journal Square como una continuación del denso desarrollo orientado al tránsito que ha surgido más al este en Jersey City. Las torres fueron diseñadas por Hollwich Kushner y Handel Architects.
A partir de 2008, hubo propuestas para construir un complejo llamado 1 Journal Square que combinaría viviendas de alquiler, tiendas minoristas de varios pisos y estacionamiento. Los planes para el desarrollo de uso mixto requieren torres residenciales de 68 y 50 pisos sobre una base de estacionamiento y comercio minorista de 7 pisos con una terraza en la azotea. Si bien el sitio ha sido despejado, la construcción no ha comenzado. El desarrollador, Mult-Employer Property Trust, no cumplió con los plazos para comenzar la construcción en 2011

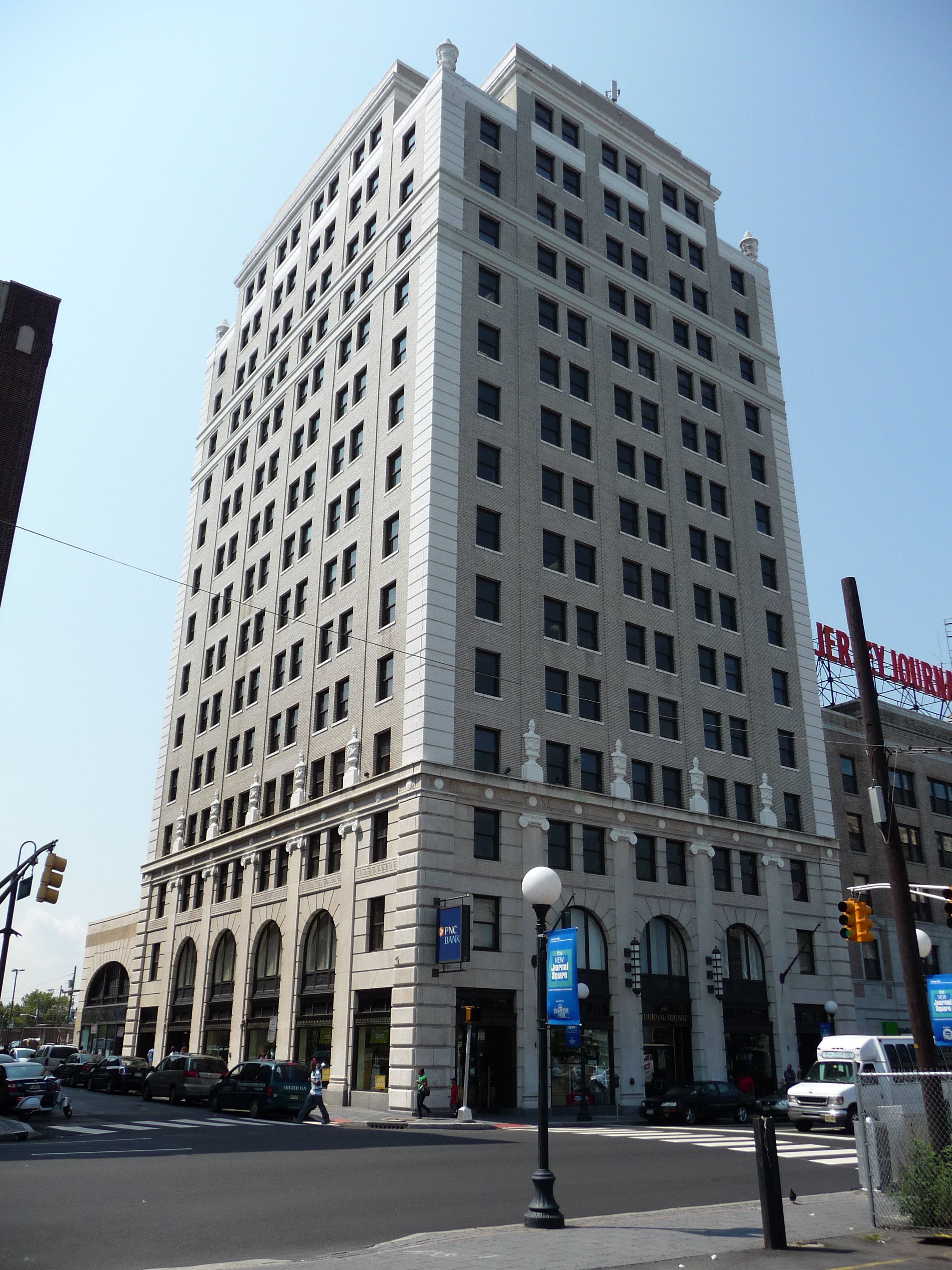
El 26 Journal Square fue el primer rascacielos de la ciudad.

En octubre de 2011, MEPT compró Newport Tower en el paseo marítimo de Hudson por 377 millones de dólares, un precio récord para una transacción de bienes raíces de oficinas en el estado. La Agencia de Reurbanización de Jersey City no concedió una prórroga adicional hasta 2013 solicitada por la MEPTA.
Jersey City es uno de los nueve municipios de Nueva Jersey designados como elegibles para los créditos fiscales para centros de tránsito urbano por parte de la Autoridad de Desarrollo Económico del estado. Desarrolladores que invierten un mínimo de 50 millones de dólares dentro de 805 m de una estación de tren son elegibles para el crédito fiscal prorrateado.
En 2012, la ciudad adoptó una variación para una propuesta de desarrollo para construir una torre residencial de 42 pisos y un garaje adyacente en los lados sur y este de Newkirk House. Se propone un edificio residencial de 13 pisos para una plataforma de estacionamiento adyacente y con vista a las vías PATH desarrolladas originalmente en 1984.
En diciembre de 2012, el Jersey Journal vendió su edificio y se trasladó a Harmon Plaza en las cercanías de Secaucus; sin embargo, un gran letrero con el nombre del periódico todavía estaba en lo alto del edificio en la plaza en junio de 2015.
Se planean otros proyectos de uso mixto en todo el distrito.